# تالپور (طایفه)
تالپور (بلوچی: ٹالپُر یا تالپور) یک قبیله بلوچ است که بعد از شکست دادن سلسله کلهره سند سلطنت تالپور را بنیان‌گذاری کرد. این قبیله عمدتاً در نواحی ایالت سند، ایالت پنجاب و ایالت بلوچستان ساکن است و به زبان‌های بلوچی، سندی و سرائیکی تکلم می‌کنند.
سلطنت تالپور سلسله ای بلوچ تبار تالپور بود بین سالیان ۱۷۸۳ تا ۱۸۴۳ بر نواحی سند و اطراف آن حکومت کرد. اما در سال ۱۸۴۳ میر شیر محمد تالپور پس از شکست از بریتانیایی‌ها و تلاش برای حکومت مجدد بر منطقه، معاهده ای با آنها برای ایجاد ایالت شاهزاده خیرپور منعقد کرد تا بدین وسیله خودمختاری خود را به عنوان یک دولت شاهزاده نشین در خیرپور حفظ کند. پس از آن ایالت شاهزاده خیرپور که شاخه‌ای از سلطنت تالپور بود توانست تا سال ۱۹۵۵ به عنوان ایالت شاهزاده خیرپور حکومت کند.